# Centrale électrique de Vessy
La centrale électrique de Vessy, anciennement usine de pompage de Vessy, est une centrale hydroélectrique située sur l'Arve, dans le canton de Genève, en Suisse, dont la fonction de pompage est définitivement arrêtée.

## Localisation
L'usine de pompage de Vessy  se trouve dans une boucle formée par l'Arve entre les ponts de Sierne et de Vessy, à l'endroit où une presqu'île divise le cours de la rivière en deux parties. La rive gauche se trouve sur la commune de Veyrier alors que la rive droite est sur le territoire de la commune de Chêne-Bougeries.

## Histoire

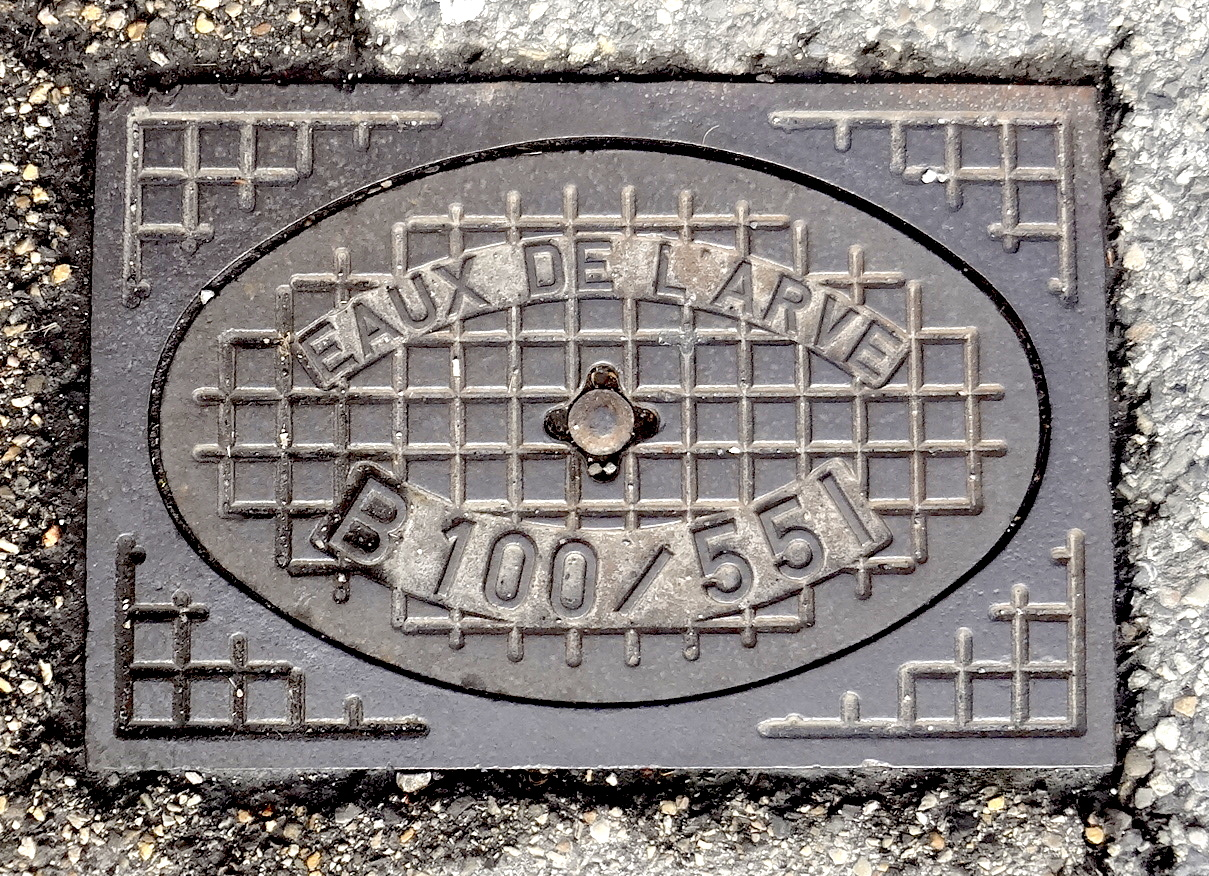
« Eaux de l'Arve ».

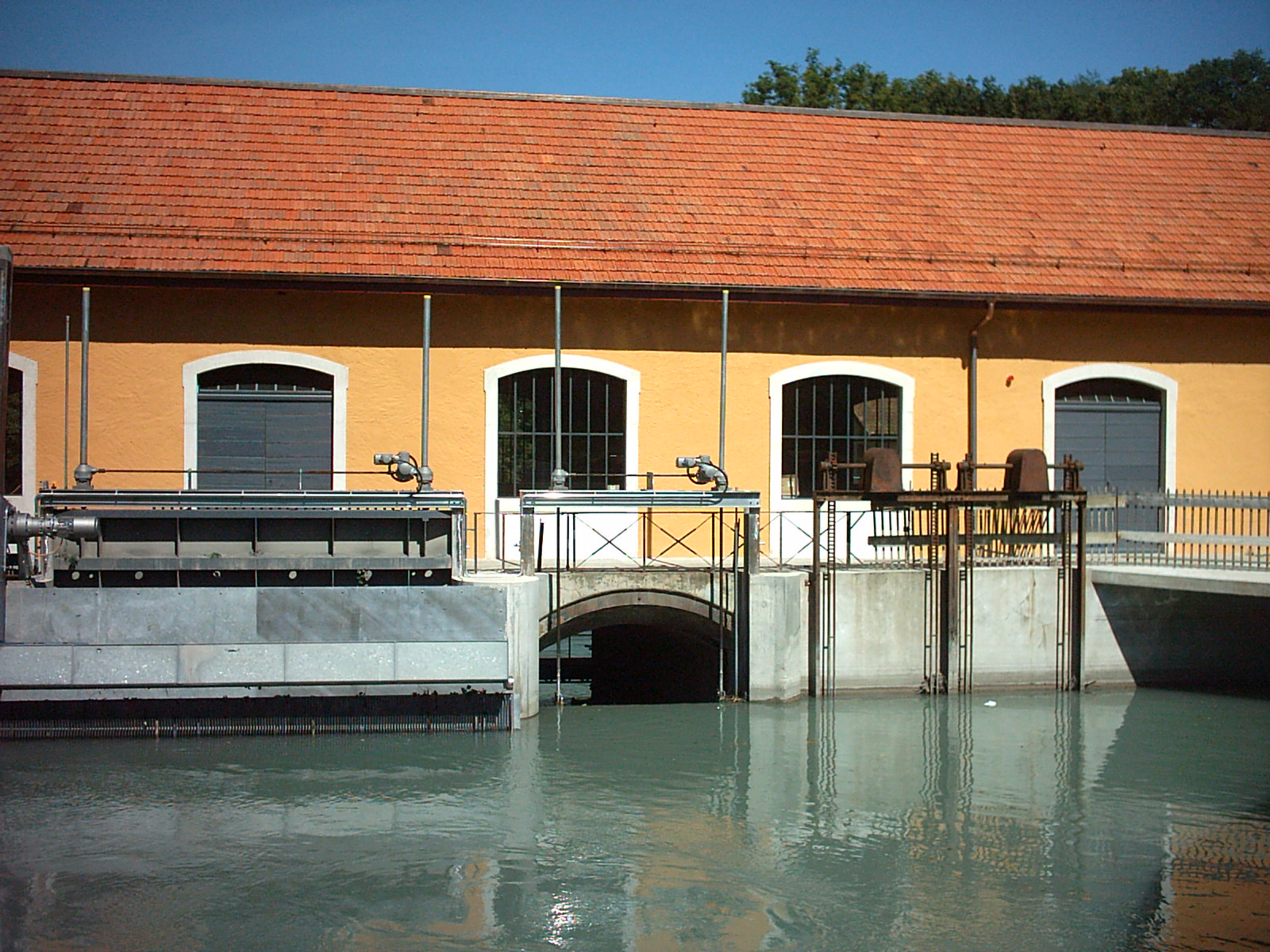
Usine hydroélectrique de Vessy.

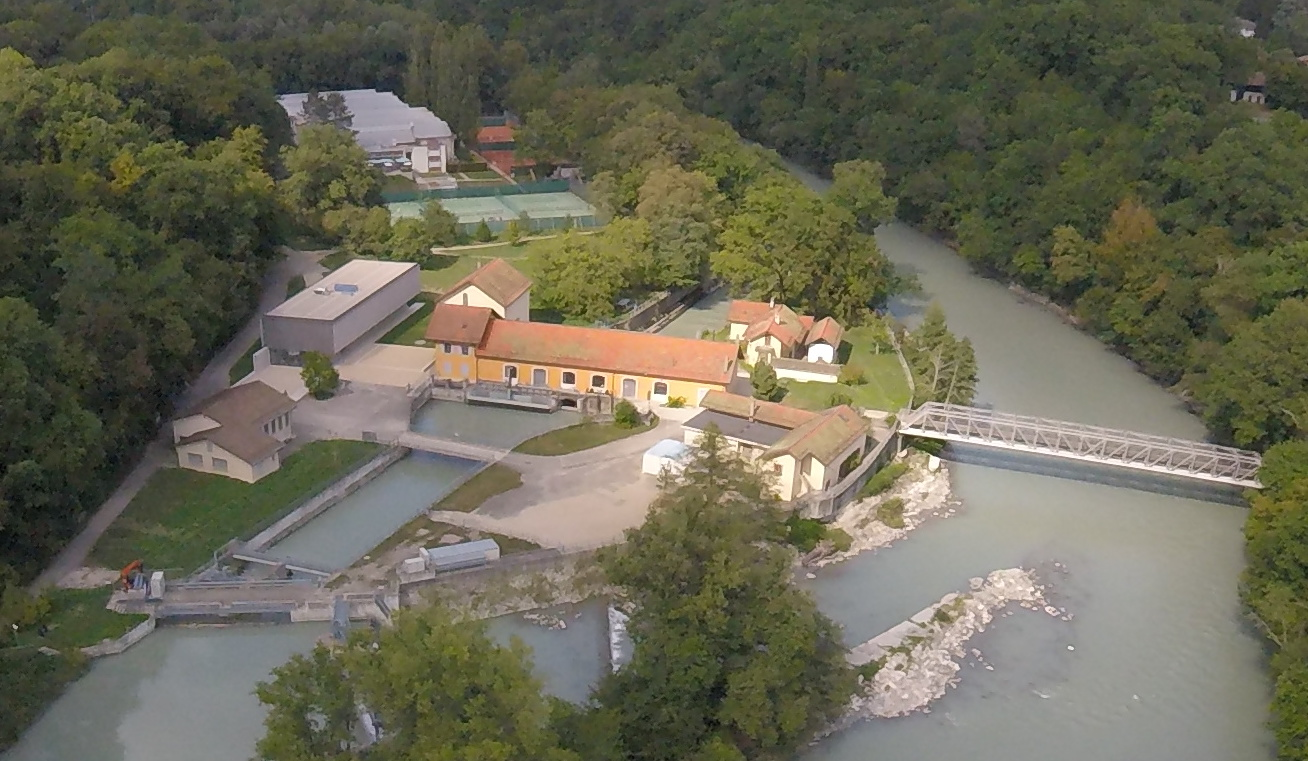
Usine de pompage de Vessy, vue aérienne.

Originellement, le site est équipé, comme son nom l'indique, de l'une des trois stations de pompage d'eau du canton. Créée en 1865 et gérée alors par la « Société des eaux de l'Arve », cette station alimente une partie du canton en eau potable tirée de la nappe phréatique, particulièrement après son agrandissement en 1900.
La société est dissoute en 1988 lorsque les installations désaffectées sont vendues aux Services industriels de Genève. Ceux-ci vont alors modifier complètement la station de pompage pour la transformer en usine hydroélectrique pour un montant de 6,6 millions de francs suisses. Cette usine est totalement télécommandée depuis celle de Verbois.

## Description de l'installation
Le bras gauche de la rivière comporte un canal d'amenée qui dirige le courant vers l'usine équipée de deux turbines produisant 1,7 GWh par année.
Sur la berge, à côté de l'usine, se trouve une ancienne forge qui abrite aujourd'hui un écomusée géré par l'association pour le patrimoine industriel (association à but non lucratif fondée à Genève en 1979).
Sur le bras droit, au début de la presqu'île, se trouve un canal de chasse suivi d'une passe à poissons et à castors. Quelques mètres plus loin, à la hauteur de l'usine, la rivière est enjambée par une passerelle ouverte uniquement aux piétons et aux vélos. 
L'usine est également équipée d'une crépine neuve qui a pour fonction de réalimenter la nappe phréatique locale avec de l'eau de l'Arve.